# Кодряну Марія Петрівна
Марія Петрівна Кодряну (нар.. 23 серпня 1949, село Трушень, Страшенський район, Молдавська РСР) — молдавська солістка-вокалістка.

## Біографія
Народилася 23 серпня 1949 року в селі Трушень Страшенского району Молдавської РСР (нині — Боюкань, сектор Кишинева). Була третьою з шести дочок Петра Георгійовича та Олександри Георгіївни Кодряну. Вокальні здібності Марії проявилися дуже рано, батьки брали її на всякі урочистості і там, піднявшись на стілець, маленька Марічка співала захопленим селянам. В селі за нею закріпилося прізвисько «фата каре кинта» — «дівчинка, яка співає». Дуже рано почала співати і в художній самодіяльності.
На одному з таких концертів була присутня делегація гостей з Росії в рамках Декади майстрів мистецтв РРФСР. На чолі делегації був композитор Дмитро Дмитрович Шостакович. Він був вражений співом маленької дівчинки і сказав міністру культури Молдови, що сидів поруч: «Ця дівчинка повинна вчитися музиці». До честі міністра, той не забув цих слів, дав вказівку розшукати юну співачку.
Це доручення виконав Єфрем (Фроїм) Абрамович Вишкауцан, викладач скрипкової майстерності, який згодом став педагогом Марії. Адреси Марії у нього не було і він шукав її, запитуючи у селян — «де живе дівчинка, яка співає?» — і, завдяки цьому запитанню, відповідь на який знав, мабуть, будь-хто з жителів Трушень, досить швидко відшукав будинок, де жила сім'я Кодряну.
Марійку прийняли до музичної школи-інтернату для обдарованих дітей при молдавської консерваторії по класу скрипки, але з співом вона не розлучалася ніколи, продовжуючи виступати з різними народними оркестрами. Її випадково почув керівник ленінградського ансамблю «Дружба» Олександр Броневицький і запросив на роботу. Так Марія Кодряну вийшла на професійну сцену, замінюючи в ансамблі знамениту Едіту П'єху, яка знаходилася тоді в зарубіжних гастролях. Пізніше Марія працювала у Ленконцерті з тріо блискучого піаніста Симона Кагана, в джаз-оркестрі Йосипа Вайнштейна та в гурті Бена Бенціанова.
У Ленінграді Марія Кодряну закінчила музичне училище при консерваторії з класичного вокалу у Генрієтти Аптер і з естрадного вокалу у Ліни Архангельської. У 1969 році Марію Кодряну запросили повернутися до Молдавії для роботи в Молддержфілармонії. Марія прийняла запрошення, і для неї було створено вокально-інструментальний ансамбль, згодом названий «Оризонт», яким вона керувала дев'ять років і була його незмінною солісткою.
У 1967 році Марія Кодряну брала участь у першому міжнародному фестивалі естрадної пісні в Сочі, де з піснею композитора Олександри Пахмутової «Ніжність» отримала першу премію. Потім стала лауреатом 10-го Міжнародного фестивалю пісні в Сопоті (1972), блискуче виконавши пісню Оскара Фельцмана на вірші Роберта Рождественського «Балада про фарби». Була почесним гостем багатьох міжнародних фестивалів. Так, на фестивалі «Братиславська ліра» (1972) вона виступала в гала-концертах із Сальваторе Адамо, Карелом Готтом та Брендою Арно і мала успіх у слухачів.
Багато композиторів (Єуженіа Дога, Євген Мартинов, Володимир Мигуля, Сергій Мелік, Олександр Морозов, Михайло Чуєв та ін) довіряють їй перше виконання своїх музичних творів.
У 1977 році Марія Кодряну вийшла заміж за московського джазового музиканта, композитора та аранжувальника Олександра Бірюкова, з яким у Молддержфілармонії створила ВІА «Букурія». В 1978 році вони переїхали до Москви, де стали працювати в московській концертної організації «Москонцерт». У 1986 році закінчила Державну академію театрального мистецтва як режисер. В різні роки з великим успіхом виступала в Сирії, Іраку, Лівані, Німеччині, Чехословаччині, Румунії, Угорщини, Монголії, Ізраїлі, Японії та Австрії. У січні 2001 року вона гастролювала в Нью-Йорку, де виступала у концертному залі «Millenium». Останні роки Марія Кодряну активно бере участь у програмах, присвячених пам'яті Анни Герман, Євгенія Мартинова, Володимира Мигулі, у програмі «Мелодії дружби».
Творчість М. П. Кодряну завжди відрізняв широкий спектр можливостей. Отримала прекрасну освіту — (музична школа при Кишинівській консерваторії по класу скрипки, музичне училище при Ленінградській консерваторії по класу естрадного та класичного вокалу, Кишинівське музичне училище по класу хорового диригування, Державна академія театрального мистецтва — режисерський факультет) та багатий досвід роботи з багатьма ансамблями та оркестрами, які виступають в різних стилях і напрямках, що володіє від природи чудовими слухом і вокальною технікою, пластикою і артистизмом, Марія з легкістю виконує народні пісні, романси і пісні в сучасних ритмах. В її репертуарі популярні пісні російською, німецькою, англійською, японською, молдавською, ідиш, італійською мовами.

## Нагороди та визнання
- Народна артистка Молдови
- Заслужена артистка Росії
- Лауреат міжнародних конкурсів
- Лауреат Національної Російської премії «Лідер»
- Орден Катерини Великої
- Її ім'я в книзі «Знамениті люди Москви»
- медаль «Зірка Чорнобиля» — за участь у концертному обслуговуванні ліквідаторів аварії на ЧАЕС в закритій 30-кілометровій зоні (20.11.2009)